# Eku
L'eku (櫂?) (qualche volta sillabato eiku o ieku) è un'antica arma dell'kobudō di Okinawa la quale trae origine da un remo, approssimativamente di 160 cm di lunghezza.

## Storia
Secondo la leggenda, il remo fu tradizionalmente adattato per divenire un'arma di autodifesa dai pescatori contro nemici armati di maggiori armi convenzionali. I giapponesi, infatti, avevano già conquistato Okinawa e avevano messo gli ufficiali più anziani al lavoro per insegnare alla gente comune un po' di pratica base nell'uso delle armi, al fine di metterli in campo per primi contro una possibile invasione cinese. Ad ogni modo, siccome le armi di qualità erano costose, i civili dovevano usare l'attrezzatura in loro possesso. Il remo Ryuku, ad Okinawa "Eku" o "Eiku", venne a rappresentare il Naginata. Naginata significa infatti "Lama su asta", cosa che il remo principalmente è.
Il bastone Jo venne utilizzato primariamente contro le spade e il Bo contro le lance.
Il samurai Miyamoto Musashi (宮本武藏?) utilizzò un'arma ricavata da un remo nel celebre duello con Sasaki Kojirō (佐々木 小次郎?).

## Kata
- Chikin Sunakake No Eku – Ryukyu Kobudo[1]
- Tsuken Akachu No Eiku De – Matayoshi Kobudo[2]